# Пріклі-Пеар-Кей-Вест
Пріклі-Пеар-Кей-Вест (англ. Prickly Pear Cay West) — кораловий безлюдний острів британської заморської території Ангілья (Британські заморські території), що на півночі Навітряних Малих Антильських островах у Карибському морі Атлантичного океану. Площа острова 0,34 км². Острів знаходиться приблизно за 20 км на північний захід від столиці, міста Валлі на острові Ангілья.